# نرا (ایتالیا)
نرا (به ایتالیایی: Nera) رود‌ی به‌طول ۱۱۶ کیلومتر است که در ایتالیا جریان دارد.